# Tata Indica
A Tata Indica az indiai Tata Csoport által gyártott kiskategóriás személygépkocsi-modell.

## Története
Az indiai autómodellt 1998 decemberében mutatták be Új-Delhiben. A kocsit 1.2 l-es motorral látták el, hossza 3690 mm volt. A szerény teljesítményű modell iránt nagy volt a kereslet; kezdetben Indiában forgalmazták, később pedig exportpiacokat is találtak.
2003-ban hozták forgalomba az Egyesült Királyságban a Rover CityRovert, amely lényegében az indiai gyártású Indicának felelt meg. A fronthajtású, 1.4 l-es motorral hajtott modell azonban nem volt sikeres, gyártását és exportját 2005-ben beszüntették.
2007-re a gyártott példányok száma elérte az egymilliót. Ekkor vezették be a Tata Indica V2-t, amelynél a motorteljesítményt növelték. 2008-tól kapható az Indica Vista (más néven Indica V3).
A szokványos Indica modell mellett specializált változatok is megjelentek: az Indica Vista D90 a 90 lóerős csúcsmodellt jelöli (ZX+ változatban érintőképernyővel), az Indica Vista Quadrajet modellváltozat is 90 lóerő teljesítményű.
2011 óta kapható az Indica elektromos változata is, Indica Vista EV néven.

## Képgaléria

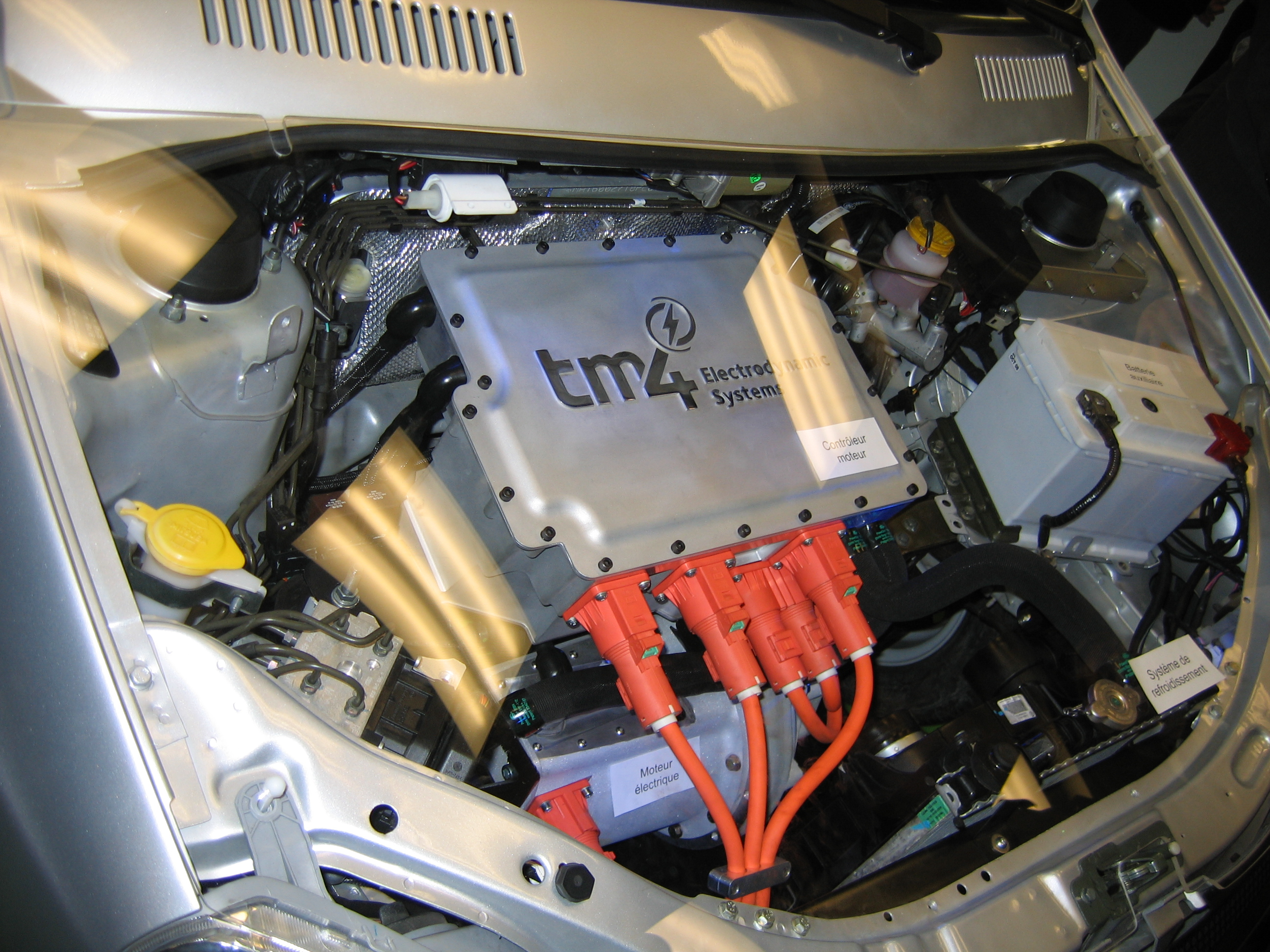
A Tata Indica EV elektromos motorja (2009)
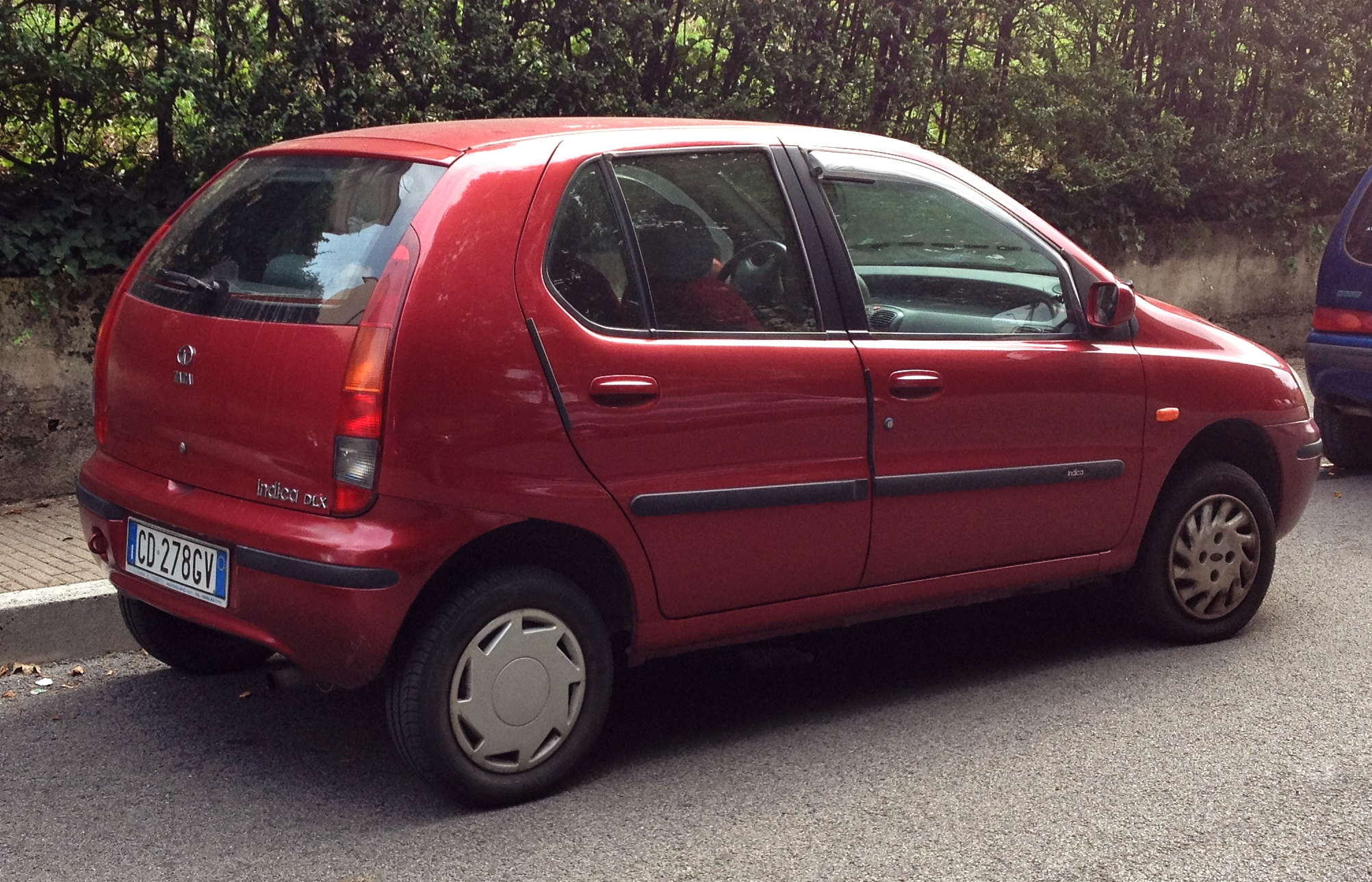
Tata Indica DLX hátulnézetben (2012)
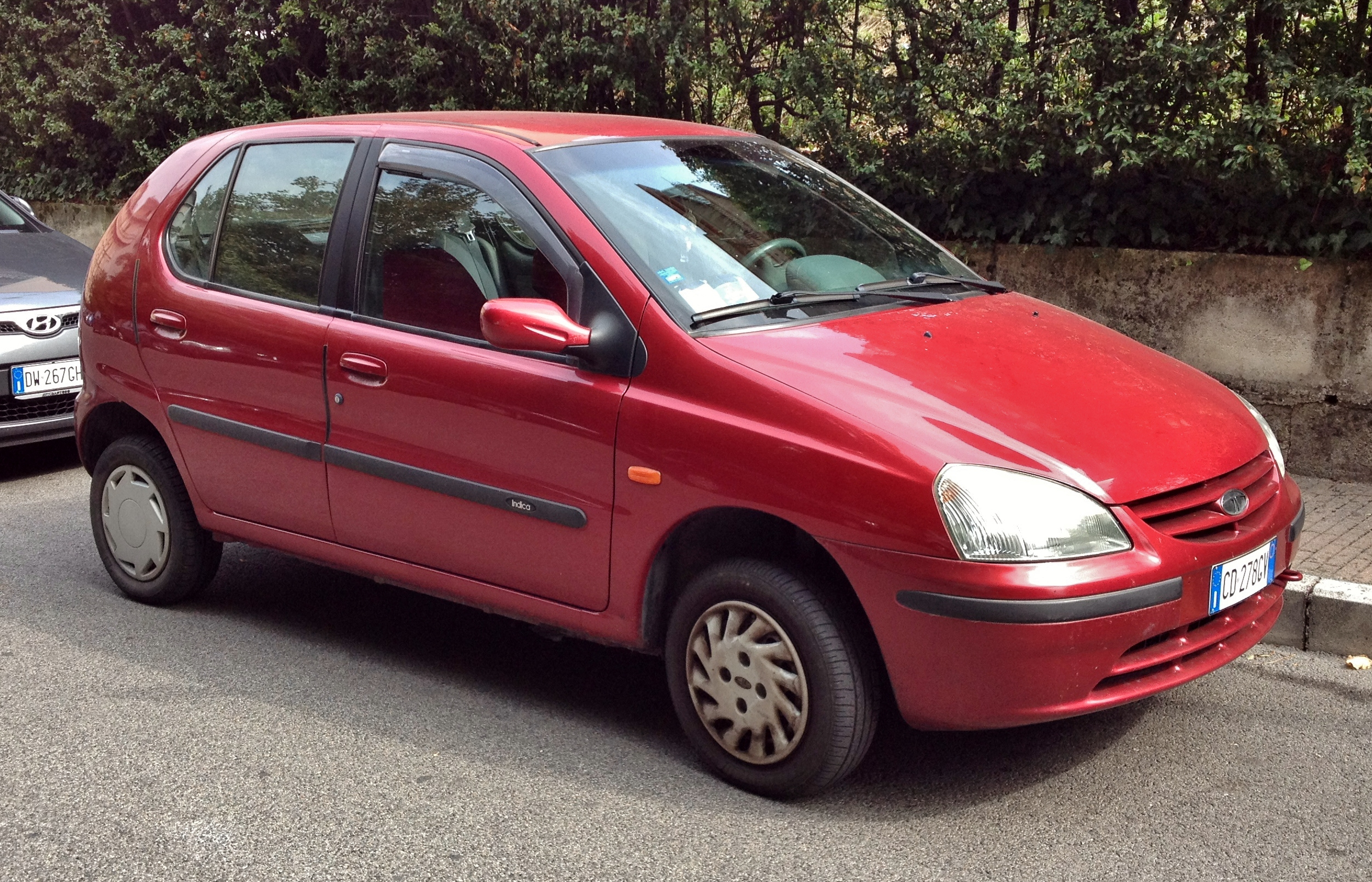
Tata Indica DLX elölnézetben (2012)
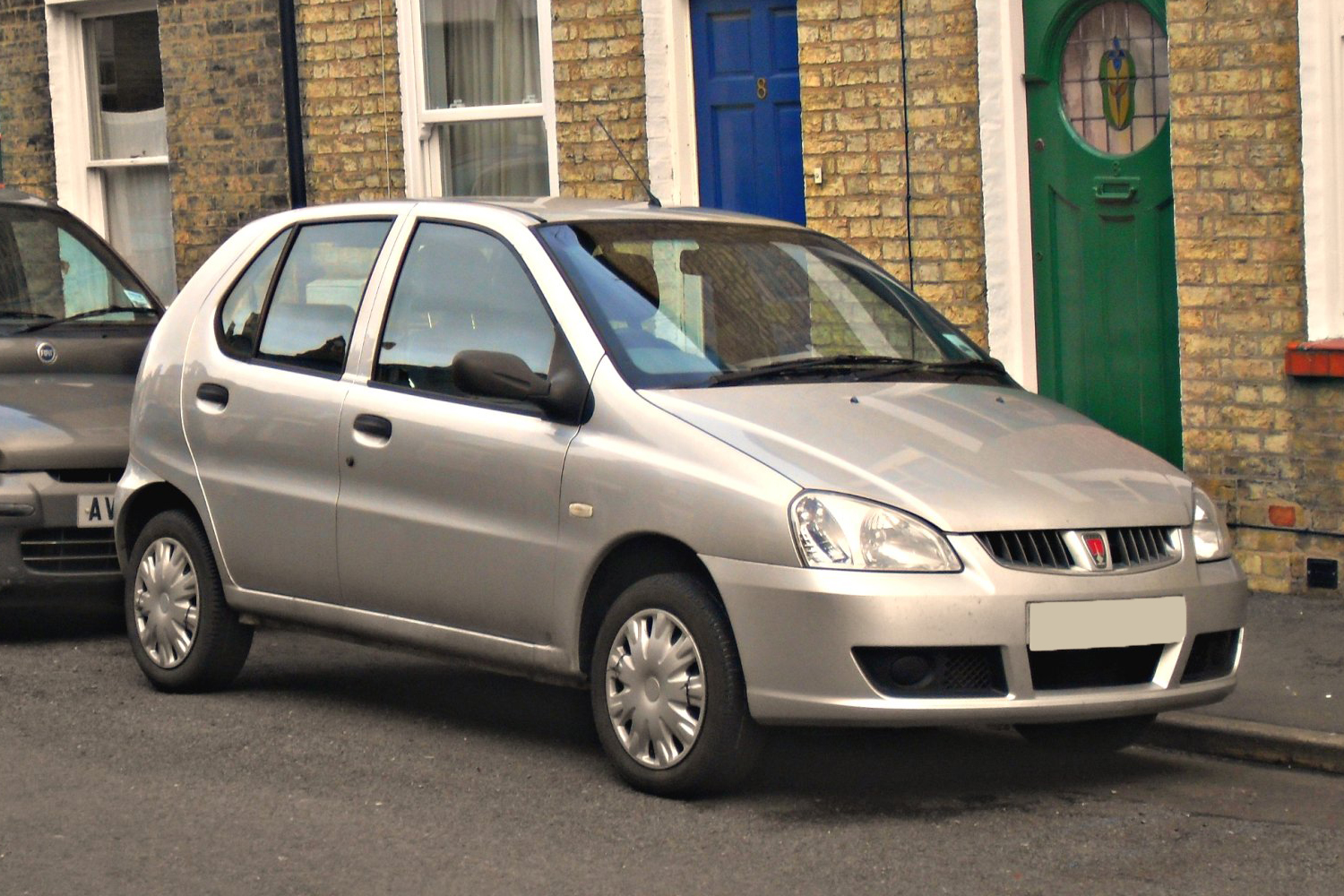
Rover CityRover (2004)